# Katia Filippi
Katia Filippi (Trento, 19 ottobre 2002) è una pattinatrice di short track italiana.

## Biografia
Ha fatto parte della spedizione italiana del pattinaggio velocità in pista lunga ai Giochi olimpici giovanili di Losanna 2020 ed ha vinto il bronzo nella mass start.
In seguito si è specializzata nello short track.
Ai mondiali junior di Bormio 2020 disputati al Palghiaccio Braulio, ha guadagnato il bronzo nella staffetta 3000 m, assieme a Elisa Confortola, Chiara Betti e Viola De Piazza.
Ai campionati europei di Danzica 2024 ha ottenuto l'argento nella staffetta 3000 metri, con Elisa Confortola, Chiara Betti, Gloria Ioriatti, Arianna Sighel.

## Palmarès

### Short track
- Europei

Danzica 2024: argento nella staffetta 3000 m;
- Mondiali junior

Bormio 2020: bronzo nella staffetta 3000 m;

### Pista lunga
- Giochi olimpici giovanili

Losanna 2020: bronzo nella mass start;